# کمی آگوستین
کمی آگوستین (انگلیسی: Kemy Agustien؛ زادهٔ ۲۰ اوت ۱۹۸۶) بازیکن فوتبال اهل پادشاهی هلند است.
از باشگاه‌هایی که در آن بازی کرده‌است می‌توان به باشگاه فوتبال والویک، باشگاه فوتبال کریستال پالاس، باشگاه فوتبال ویلم دوم، باشگاه فوتبال رودا جی‌سی کرکراد، باشگاه فوتبال بیرمنگام سیتی، باشگاه فوتبال بارو، باشگاه فوتبال آزد آلکمار، باشگاه فوتبال همیلتون آکادمیکال، باشگاه فوتبال برایتون اند هوو آلبیون، و باشگاه فوتبال سوانزی سیتی اشاره کرد.
وی همچنین در تیم‌های ملی فوتبال زیر ۱۹ سال هلند، زیر ۲۱ سال هلند، و کوراسائو بازی کرده‌است.